# Elizabeth Manley
Elizabeth Ann Manley, CM (* 7. August 1965 in Belleville, Ontario) ist eine ehemalige kanadische Eiskunstläuferin, die im Einzellauf startete.
Elizabeth Manley begann schon als kleines Kind mit dem Eiskunstlaufen. Sie hat noch drei ältere Brüder. Mit ihrem Bruder Greg versuchte sie sich einige Zeit auch im Eistanzen. Sie ist die Cousine des ehemaligen kanadischen Vize-Premierministers von 2002, John Manley. Wegen des militärischen Berufs des Vaters, Bernard Joseph Manley, musste die Familie oft umziehen. Als Manley neun Jahre alt war, zog die Familie nach Ottawa. Dort wurden ihre Eltern geschieden und Manley blieb bei ihrer Mutter Joan, die die Eiskunstlaufkarriere ihrer Tochter förderte.
1982 belegte sie bei ihrer ersten Weltmeisterschaft den 13. Platz. Ansonsten war dieses Jahr jedoch wenig erfolgreich und deshalb zog Manley nach Lake Placid, New York, um dort intensiver zu trainieren. Dort fühlte sie sich jedoch nicht wohl und litt an Heimweh, wobei sie auch an Gewicht zunahm. Bei den kanadischen Meisterschaften 1983 gewann Manley keine Medaille und nahm daraufhin eine Auszeit vom Sport. Das Trainerpaar Sonya und Peter Dunfield holte sie dann jedoch zurück aufs Eis. 1984 nahm Manley dann erstmals an Olympischen Winterspielen teil. Bei den Weltmeisterschaften in den Jahren von 1984 bis 1987 platzierte sie sich immer unter den besten Zehn, konnte aber keine Medaille gewinnen. 1987 war dies besonders bitter, da sie aufgrund einer schlechten Kür auf den vierten Platz zurückfiel, nachdem sie nach der Pflicht und dem Kurzprogramm noch um den Titel mitgekämpft hatte. In den Jahren 1985, 1987 und 1988 wurde Manley kanadische Meisterin. Bei den Olympischen Winterspielen 1988 in Calgary gewann Manley völlig überraschend die Silbermedaille. Die Fachwelt hatte sich nur auf ein Duell zwischen Katarina Witt und Debi Thomas, der „Schlacht der Carmens“, da beide in der Kür zu Bizets Carmen liefen, eingestellt. Manley aber gewann die Kür in eindrucksvoller Art und Weise und blieb nur extrem knapp hinter Katarina Witt im Endklassement. Bei der anschließenden Weltmeisterschaft in Budapest wiederholte sie dieses Ergebnis und gewann somit ihre einzige Weltmeisterschaftsmedaille.
1988 beendete Elizabeth Manley ihre Amateurkarriere und wechselte zu den Profis. Sie trat in einigen Eisrevues auf. Heute arbeitet sie als Eiskunstlauftrainerin und gelegentlich auch als Sportkommentatorin.
1988 erhielt sie die höchste zivile Auszeichnung Kanadas, die Mitgliedschaft im „Order of Canada“.
1990 veröffentlichte Manley ihre erste Autobiografie „Thumbs Up!“, 1999 folgte ihre zweite mit dem Namen „As I Am: My Life After the Olympics“.
Im August 2006 heiratete Manley Brent Theobald, einen früheren Eishockeyspieler. Sie leben zusammen in Ottawa.
Seit 2009 ist Manley offizielle Sprecherin für eine kanadische Initiative zur Bekämpfung von Eierstockkrebs. Manleys Mutter war 2008 an dieser Krankheit gestorben.

## Ergebnisse
| Wettbewerb / Jahr           | 1981 | 1982 | 1983 | 1984 | 1985 | 1986 | 1987 | 1988 |
| --------------------------- | ---- | ---- | ---- | ---- | ---- | ---- | ---- | ---- |
| Olympische Winterspiele     |      |      |      | 13.  |      |      |      | 2.   |
| Weltmeisterschaften         |      | 13.  |      | 8.   | 9.   | 5.   | 4.   | 2.   |
| Juniorenweltmeisterschaften | 3.   |      |      |      |      |      |      |      |
| Kanadische Meisterschaften  | 3.   | 2.   | 4.   | 2.   | 1.   | 2.   | 1.   | 1.   |